# Sorkun, Bozkır
Sorkun là một thị trấn thuộc huyện Bozkır, tỉnh Konya, Thổ Nhĩ Kỳ. Dân số thời điểm năm 2011 là 983 người.